# Legion of Super Heroes (serie animata)
Legion of Super Heroes è una serie televisiva a cartoni animati prodotta nel 2006 dalla Warner Bros. Animation con la collaborazione della emittente Kids' WB; è composta da due stagioni per ventisei episodi.
La serie reinterpreta le storie a fumetti della Legione dei Super-Eroi; i personaggi impiegati sono in gran parte presenti anche nella serie a fumetti  Supergirl e la Legione dei Super-Eroi.
La serie è stata cancellata dopo la sua seconda stagione.

## Trama
In un futuro lontano mille anni, l'uomo è riuscito finalmente a conquistare le stelle entrando, spesso pacificamente, in contatto con altre popolazioni e civiltà. Ma il domani è ricolmo di pericoli e di criminali proprio come lo è l'oggi. A vigilare sui Pianeti Uniti c'è la Legione dei Supereroi, un gruppo formato da giovani supereroi metaumani dotati di svariati poteri. Un giorno più oscuro accade però che la potente e malvagia Imperatrice Smeraldo e il suo pericoloso gruppo di supercriminali Fatal Five riescono ad evadere dalle prigioni dove erano stati faticosamente rinchiusi; il grave annuncio getta nello sconforto i legionari: lontanissimi e sparsi per il cosmo i più potenti capi legionari, compreso il leggendario Cosmic Boy, gli altri si dileguano per la paura, restando solo un piccolo gruppo a difesa della città. Ma Brainiac 5 non si dà per vinto, e localizza un eroe di sicura fama dal grandissimo potere, in grado di cambiare le sorti dell'imminente scontro: il leggendario Superman, la cui fama è giunta sino al futuro. Alcuni dei legionari rimasti si recano quindi nel passato, al cospetto di un Clark Kent ancora adolescente, e invocano il loro aiuto. Clark all'inizio non vuole saperne, ma alla fine cede alla loro insistenza.
Il gracile ed impacciato Clark non sembra dare molto affidamento ai legionari, che all'inizio lo snobbano, incapace com'è di usare i suoi poteri e quindi di dimostrare di essere veramente chi è. Ma dopo avere salvato i legionari battendo da solo contro la malvagità dell'Imperatrice Smeraldo e i Fatal Five tutti si ricredono; terminata la missione sarebbe il momento di tornare al tempo passato, ma Clark decide di rimanere ancora per un po', per imparare ad usare i suoi poteri e per scoprire di più sul suo misterioso passato; i legionari lo accolgono allora come uno di loro e gli fanno dono dell'anello del volo, il simbolo della Legione dei Supereroi.

## Personaggi
- Superman/Clark Kent
- Bouncing Boy
- Brainiac 5
- Saturn Girl
- Lightning Lad
- Phantom Girl
- Triplicate Girl
- Cosmic Boy
- Timber Wolf

## Lista episodi

### Prima stagione
| Nº | Titolo originale | Titolo italiano              | Prima TV USA      | Prima TV Italia |
| -- | ---------------- | ---------------------------- | ----------------- | --------------- |
| 1  | Man of Tomorrow  | Superman il nuovo legionario | 23 settembre 2006 | 1º ottobre 2007 |
| 2  | Timber Wolf      | Timber Wolf...uno di noi!    | 30 settembre 2006 | -               |
| 3  | Legacy           | Il fascino di Alexis         | 7 ottobre 2006    | -               |
| 4  | Phantoms         | Fantasmi                     | 4 novembre 2006   | -               |
| 5  | Champions        | Campioni                     | 11 novembre 2006  | -               |
| 6  | Fear Factory     | La fabbrica della paura      | 18 novembre 2006  | -               |
| 7  | Brain Drain      | La sai l'ultima?             | 3 febbraio 2007   | -               |
| 8  | Lightning Storm  | Una scelta sbagliata         | 10 febbraio 2007  | -               |
| 9  | The Substitutes  | I Supersostituti             | 17 febbraio 2007  | -               |
| 10 | Child's Play     | Magia e superpoteri          | 24 febbraio 2007  | -               |
| 11 | Chain of Command | Un pianeta in pericolo       | 3 marzo 2007      | -               |
| 12 | Sundown, Part 1  | Il tramonto (prima parte)    | 28 aprile 2007    | -               |
| 13 | Sundown, Part 2  | Il tramonto (seconda parte)  | 5 maggio 2007     | -               |

### Seconda stagione
| Nº | Titolo originale                          | Prima TV USA      |
| -- | ----------------------------------------- | ----------------- |
| 14 | The Man from the Edge of Tomorrow, Part 1 | 22 settembre 2007 |
| 15 | The Man from the Edge of Tomorrow, Part 2 | 29 settembre 2007 |
| 16 | Cry Wolf                                  | 6 ottobre 2007    |
| 17 | Chained Lightning                         | 13 ottobre 2007   |
| 18 | Karate Kid                                | 27 ottobre 2007   |
| 19 | Who Am I?                                 | 3 novembre 2007   |
| 20 | Unnatural Alliances                       | 17 novembre 2007  |
| 21 | Message in a Bottle                       | 1º dicembre 2007  |
| 22 | In the Beginning                          | 8 marzo 2008      |
| 23 | Trials                                    | 15 marzo 2008     |
| 24 | In Your Dreams                            | 22 marzo 2008     |
| 25 | Dark Victory, Part 1                      | 29 marzo 2008     |
| 26 | Dark Victory, Part 2                      | 5 aprile 2008     |